# 이재령
이재령(李在齡)은 조선 말기의 학자이다. 자는 사우(士愚)이며 호는 사암(竢菴)이다. 본관은 여주(驪州)이다.

## 생애
헌종 11년(1845년) 경주부에서 농암 이언괄의 11세손으로 태어났다. 성품이 유순하고 온화하였다. 공부를 시작해서는 게으름을 피우지 않았으며 부지런하였다. 과거에 뜻을 두지 않았으며, 부친의 명에 따라 마지못해 시험에 응시했으나 낙방하였다. 경사(經史)를 비롯하여 천문학까지 두루 섭렵하였으며, 복서(卜筮), 의약(醫藥)과 같은 잡학에 이르기까지 통달하지 않은 학문이 없었다. 평생을 학문 연구에만 힘쓰다 1910년에 죽었다. 유저로 사암문집(竢菴文集), 역학기견(易學記見) 등이 있다.

## 가족
- 고조(高祖)
  - 생원(生員) 이돈항(李敦恒)
- 증조(曾祖)
  - 유학(幼學) 이헌륜(李憲錀)
- 조부(祖父)
  - 유학(幼學) 이정원(李鼎遠)
- 선고(先考)
  - 유학(幼學) 이윤상(李尹祥)

## 참고 문헌
- 사암문집(竢菴文集), 동경잡기(東京雜記), 여주이씨세보(驪州李氏世譜).